# Piranha 3D
Piranha 3D è un film del 2010 diretto da Alexandre Aja, remake di Piraña, diretto da Joe Dante nel 1978.
Il film è interpretato da un numeroso cast che comprende Elisabeth Shue, Adam Scott, Ving Rhames, Christopher Lloyd, Richard Dreyfuss, Jerry O'Connell.
È distribuito in 3D nei cinema di tutto il mondo a fine agosto del 2010. Negli Stati Uniti è stato distribuito il 20 agosto 2010, mentre in Italia è uscito il 4 marzo 2011. È stato seguito da Piranha 3DD.

## Trama
L'immaginario Lago Vittoria è la caldera di un vulcano preistorico dove Matthew Boyd sta pescando. Un improvviso terremoto sotterraneo fa aprire una crepa sul fondo del lago, permettendo a migliaia di famelici piranha preistorici ritenuti estinti di infestare le acque. Si crea quindi un vortice e Boyd cade in acqua, finendo tristemente divorato dai pesci. Come ogni anno in una piccola cittadina dell'Arizona in riva al lago, si riversano numerosi turisti, soprattutto studenti, per festeggiare lo spring break.
Jake Forester, figlio dello sceriffo locale Julie Forester, si incontra con una sua amica, Kelly Driscoll, di cui è innamorato. Tuttavia la madre gli assegna il compito di badare ai suoi fratellini, Laura e Zane, che però paga per badare a sé stessi, in quanto, su richiesta di Kelly, vuole partecipare con Derrick Jones al concorso Miss Maglietta Bagnata.
La sera, durante la ricerca di Boyd, viene rinvenuto nell'acqua il suo scheletro, orrendamente smembrato. Scoprendo che c'è stato un terremoto, che ha causato una voragine, lo sceriffo manda due sub a controllarne l'interno. Vengono scoperte le uova dei piranha, ma i sommozzatori vengono divorati vivi. Nel recuperare una muta dei sub, uno dei piranha rimane intrappolato e viene catturato in un contenitore d'acciaio. Viene portato quindi a Carl Goodman, il proprietario di un negozio di animali, famoso biologo ed esperto ittiologo, che quando lo vede rimane sbalordito e svela a tutti di che mostro si tratta: è il Pygocentrus nattereri, l'antenato preistorico dei piranha moderni. Racconta anche che questi mostri preistorici furono i super predatori del loro habitat e dominarono in maniera incontrastata il fiume Colorado fino al Pleistocene. A causa dei cambiamenti climatici, le loro prede cominciarono ad estinguersi e, per sfuggire all'estinzione, questi piranha si rifugiarono in una voragine in cerca di cibo rimanendo intrappolati per millenni nelle viscere della Terra. In assenza di prede, si dettero al cannibalismo, essendo talmente numerosi da poter far ciò. Carl fa notare le cicatrici riportate in combattimento e gli occhi rossi. Non appena l'uomo mette il dito nell'acqua, il piranha cerca all'istante di afferrarlo, per fortuna senza successo, facendo così notare a tutti i super-riflessi del pesce-killer. Carl spiega quindi che "I piranha cacciano in branco, non per proteggersi, ma per sopraffare la preda. Il primo morso provoca il sangue e il sangue provoca il branco". Ma, venendo a sapere anche della voragine, afferma che forse ormai ci sono troppi piranha per ucciderli tutti. Ciò nonostante lo sceriffo Julie va alla festa, cercando di far uscire tutti dall'acqua, assieme al collega. Nessuno li ascolta ed è ormai troppo tardi: i piranha giungono allo spring break, facendo una sanguinosa e tremenda carneficina, divorando decine di persone; nonostante gli interventi (tra cui il sacrificio dell'agente Fallon che, uccidendo molti piranha usando il motore del motoscafo a mo' di motosega, rimane ucciso) quasi nessuno riesce a salvarsi.
Nel frattempo, Jake, nel tentativo di salvare i suoi fratelli (rimasti per sbaglio su un isolotto), rimane bloccato sulla barca che comincia ad allagarsi, permettendo ai piranha di entrarvi man mano che l'acqua sale. Quando arriva Julie per salvare i figli e tutti gli altri, Derrick viene quasi fatto a pezzi dai piranha. Kelly rimane intrappolata nella cucina e la porta che conduce ad essa è bloccata. Mentre lo sceriffo porta in salvo i figli, aiutato dal collega Novak, Jake attira i pesci col cadavere di Derrick, si lega a una corda fissata alla barca e si tuffa per salvare Kelly, accendendo poi una miccia collegata ad un esplosivo e a delle bombole di gas per uccidere i piranha.
Non appena la barca parte, i due vengono trascinati fuori, mentre i piranha vengono annientati dall'esplosione. Quando tutto sembra finito, Carl Goodman avvisa i protagonisti via radio di un'inquietante scoperta: in realtà quelli sterminati sono solo i cuccioli e non gli adulti. Non appena Novak chiede dove siano allora i genitori, un enorme piranha esce dall'acqua e lo divora.

## Produzione
Originariamente Chuck Russell avrebbe dovuto dirigere il film, basato su una sceneggiatura riscritta utilizzando vari elementi dello script Killer Fish di Josh Stolberg e Peter Goldfinger, oltre all'originale sceneggiatura di John Sayles per il film diretto da Joe Dante nel 1978. Successivamente Alexandre Aja è stato ingaggiato per dirigere la pellicola, la cui produzione era prevista inizialmente per la fine del 2008, in seguito ritardata a marzo 2009.
La produzione è stata avviata nella primavera del 2009, mentre le riprese sono iniziate a giugno sul lago Havasu, sulla cui costa orientale è situata la cittadina di Lake Havasu City in Arizona.

## Distribuzione
Il primo trailer è stato diffuso in concomitanza con l'uscita nelle sale di Avatar, il 18 dicembre 2009, mentre il trailer definitivo è stato distribuito a partire dal 30 aprile 2010. Ad agosto 2010 è stato distribuito anche un secondo trailer del film unitamente allo spot TV.
L'uscita nelle sale cinematografiche era stata inizialmente prevista per il 16 aprile 2010, data in seguito cancellata e posticipata al 20 agosto 2010, per quanto riguarda la distribuzione statunitense.
L'uscita nelle sale italiane, in un primo momento fissata per il 25 febbraio del 2011 dalla BIM distribuzione, è stata posticipata ufficialmente al 4 marzo. Il film in Italia è stato vietato ai minori di 14 anni per le tante scene splatter e di esplicito sangue.

## Cameo
All'inizio del film c'è un cameo di Richard Dreyfuss (il biologo marino Matt Hooper nel film Lo squalo) intento a pescare canticchiando Show Me the Way to Go Home, canzone che lo stesso aveva già cantato assieme al capitano Quint ed al capo della polizia Brody nel summenzionato film di Steven Spielberg del 1975.
In alcune scene appaiono le attrici pornografiche Gianna Michaels e Ashlynn Brooke.